# Alon Mandel
Alon Mandel (in ebraico אלון מנדל‎?; Columbus, 23 agosto 1988) è un nuotatore israeliano.
Ha rappresentato Israele ai Giochi olimpici di Pechino 2008. Mandel è il detentore del record nazionale (2014) nei 50 e 100 metri farfalla. Mandel ha vinto i 100 metri farfalla alle Maccabiadi del 2009 e detiene ancora il record in quell'evento.

## Carriera
Mandel è nato negli Stati Uniti ed è cresciuto a Netanya. Ha conseguito una laurea in ingegneria chimica presso l'Università del Michigan, un master in Ingegneria ambientale presso l'Università di Tel Aviv e un altro master in scienze politiche anch'esso presso l'Università di Tel Aviv.
Mandel ha iniziato a nuotare all'età di 6 anni e ha iniziato ad allenarsi nel club "Hapoel Emek Hefer". Inizialmente ha gareggiato in stile dorso ed ha poi stabilito record per i giovani sia nei 50 che 100 metri dorso. Nel 2006, a 18 anni, Alon è stato riconosciuto come un atleta prodigio e ha rinviato il suo servizio militare obbligatorio per studiare ingegneria chimica presso l'Università del Michigan. Allo stesso tempo ha continuato ad allenarsi con la squadra di nuoto maschile dell'Università del Michigan, insieme con Michael Phelps e il suo allenatore Bob Bowman. Durante la sua formazione in Michigan, Alon ha cambiato il suo stile primario da dorso a farfalla, anche se ha continuato a competere a dorso per l'Università del Michigan. Durante il suo mandato presso l'Università del Michigan, Mandel ha vinto 4 riconoscimenti All-American NCAA, 5 titoli Big-10 e 3 riconoscimenti All-American Menzione d'Onore NCAA.
In Israele Mandel ha rappresentato il club Maccabi Kiryat Bialik tra il 2008 e il 2012 e l'Hapoel Dolphin Netanya tra il 2012 e il 2013.

### Campionati Mondiali del 2008
Ai 29° Campionati europei di nuoto tenutisi a Eindhoven, nei Paesi Bassi, nel 2008, Mandel ha stabilito un nuovo record nazionale nei 200 metri farfalla nel tempo di 1:59,79 minuti, diventando il primo nuotatore israeliano a nuotare in questo evento in meno di due minuti. Per garantire la sua partecipazione alle Olimpiadi di Pechino, Mandel avrebbe dovuto concludere la sua gara tra i primi 12 nuotatori, ma ha concluso solamente al 13º posto con solo due centesimi di secondo di differenza dal 12º posto. Tuttavia, un paio di mesi dopo, si è scoperto che il nuotatore greco che aveva vinto i 200 metri farfalla, Ioannis Drymonakos, aveva usato sostanze vietate ed è quindi stato sospeso. Di conseguenza, Mandel è salito al 12º posto e il Comitato olimpico israeliano ha confermato la sua partecipazione alle Olimpiadi del 2008.
Nel luglio 2008, Mandel ha battuto il record nazionale israeliano nei 100 metri farfalla, con il punteggio di 53,61 secondi.

### Giochi olimpici di Pechino 2008
Mentre era a Pechino, proprio un giorno prima della Cerimonia di apertura, Mandel fu informato della morte di suo padre, che fu ucciso in un incidente a casa sua. Dopo essersi consultato con la sua famiglia, Mandel ha deciso di rimanere in Cina e partecipare alle competizioni. Nei 200 metri farfalla, competizione che si è tenuta solo quattro giorni dopo che era stato informata della perdita di suo padre, Mandel ha infranto il record israeliano migliorandolo con 1:59:27 minuti, arrivano al 28º posto. Tre giorni dopo ha stabilito un altro record israeliano nei 100 metri farfalla, 52,99 secondi, diventando l'unico israeliano di oggi (2014) a nuotare in meno di 53 secondi in quell'evento. Mandel si è classificato al 36º posto, a meno di mezzo secondo dall'ultimo posto in semifinale.

### Universiade del 2009
Alla venticinquesima Universiade estiva tenutasi a Belgrado, in Serbia, nel luglio 2009, Mandel ha stabilito un nuovo record israeliano di 24,27 secondi nei 50 metri farfalla. Dopo il suo ritorno da Belgrado, mentre partecipava alla gara di nuoto dei 18º Giochi di Maccabiah tenutasi a Wingate, vinse la medaglia d'oro nei 100 metri farfalla, stabilendo un nuovo record di 52,99 secondi. Alla 26ª Universiade estiva tenutasi a Shenzhen, in Cina, nell'agosto 2011, si è classificato ottavo nei 50 metri farfalla. In entrambe le sue apparizioni all'Universiade, Mandel rappresentava l'Università del Michigan.

### Campionati mondiali 2009
In seguito ai Giochi del Maccabiah del 2009, Mandel ha gareggiato ai tredicesimi campionati mondiali FINA a Roma, in Italia. In quella competizione Mandel ha stabilito un nuovo record israeliano sia nei 50 metri farfalla (23,90 secondi, 31º posto) che nei 100 metri farfalla (52,68 secondi, 44º posto). Nell'evento staffetta 4×100, ha nuotato a farfalla impiegando 51,60 secondi e ha aiutato la squadra a classificarsi al 17º posto, con un nuovo record israeliano di 3:36:23 minuti. In questa occasione ha stabilito un miglioramento di oltre cinque secondi rispetto al picco precedente del 2007.

### Campionati Nazionali Israeliani 2009
Ai campionati nazionali israeliani del 2009 Mandel rimase sorprendentemente fuori dalla finalissima nei 100 metri farfalla, dopo essere stato classificato ai preliminari solo al nono posto. Tuttavia, durante la finale svoltasi quella sera, ha stabilito un nuovo record israeliano e internazionale di 52,56 secondi, che è ancora l'attuale record nazionale (2014).

### Campionati Europei 2010
Al 30º Campionato europeo di nuoto tenutosi a Budapest, in Ungheria, nell'agosto 2010, Mandel si è classificato al 15º posto nei 100 metri farfalla, stabilendo un tempo di 53,19 secondi (questo è stato il suo massimo dopo che le tute da bagno erano state vietate). Nei 50 metri farfalla è arrivato 17º con un tempo di 23,98 secondi, si è classificato 19º nei 50m dorso (25,66 secondi), al 33º posto nei 200 stile libero (1:52:54 minuti) e al 10º posto nella staffetta mista 4x100 metri, accanto a Jonathan Kopelev (dorso), Danny Melnik (rana) e Guy Barnea (stile libero), stabilendo il tempo di 3:40:26 minuti.

### Campionati mondiali 2010 (in vasca corta)
Al decimo Campionato mondiale di nuoto FINA (piscina di 25 metri) tenutosi a Dubai nel dicembre 2010, Mandel ha stabilito diversi record nazionali israeliani. Nel caso dei 50 metri farfalla ha stabilito un record di 23,39 secondi, finendo 19º e mancando di 4 centesimi la fase della semifinale. Nei 100 metri farfalla ha stabilito un record di 52,34 secondi, e si è classificato al 30º posto. Nei 200 metri farfalla ha stabilito un altro record israeliano (1: 56,67 minuti), che è stato rotto poco dopo da Gal Nevo il quale lo ha migliorato di 0,01 secondi. Mandel è arrivato al 24º posto in quell'evento. Nei 100m stile libero si è classificato 33º, ottenendo il massimo personale di 49,02 secondi.

### Campionati Europei 2011 (in vasca corta)
Al 15º Campionato Europeo in vasca corta (piscina di 25 metri) tenutosi a Stettino, in Polonia, Mandel è arrivato al settimo posto nei 50 metri dorso, nuotando 25m in 23,96 secondi, solo tre centesimi di secondo più lento rispetto al record israeliano di Guy Barnea. Nei 100 metri farfalla, Mandel ha stabilito un nuovo record israeliano di 52,12 secondi, classificandosi 12º. Mandel ha partecipato anche a due staffette, 4x50 stile libero e 4x50 staffetta mista, che hanno migliorato i record israeliani in entrambi gli eventi.

### Campionati Europei 2012
Al 31º Campionato europeo di nuoto tenutosi a Debrecen, in Ungheria, nel maggio 2012, Mandel si è classificato 15º nei 50 metri farfalla con un tempo di 24,05 secondi. Nei 100 metri farfalla è arrivato al 22º posto, nuotando in 53,57 secondi. Essendo il nuotatore di farfalla più veloce della squadra nazionale israeliana, Mandel ha anche gareggiato nella staffetta a squadre di 4×100 metri con Jacob Toumrkin, Imri Ganiel e Nimrod Shapira Bar-Or, che sono arrivati al settimo posto in un tempo di 3:37,77 minuti, mancando il criterio olimpico di meno di un secondo.

### Campionati del Mondo 2012 (in vasca corta)
Verso la fine della sua carriera, Mandel ha partecipato all'11º Campionato mondiale di nuoto (con una piscina di 25 metri) tenutosi a Istanbul, in Turchia, nel dicembre 2012. Mandel ha aiutato la squadra israeliana a vincere il decimo posto nella staffetta mista 4×100 con i suoi compagni di squadra Jonathan Kopelev (dorso), Gal Nevo (rana) e Guy Barnea (stile libero). Quest’ultimo ha stabilito un nuovo record israeliano di 3:32:43 minuti. Ha nuotato a farfalla in 52,80 secondi.
Il 22 luglio 2013 Mandel ha annunciato il suo ritiro dal nuoto agonistico.
A giugno 2013 Mandel è stato eletto membro del consiglio del Comitato Olimpico d'Israele e  partecipa ai comitati Finanza e Sport, dove assiste gli atleti olimpici nella transizione di carriera dopo il pensionamento. Nel giugno 2014, Mandel ha iniziato a lavorare per la compagnia americana Noble Energy come ingegnere ambientale.